# Hrvatsko Kraljevstvo (1102. – 1526.)
Hrvatska je bila u personalnoj uniji s Ugarskom od 1102. do 1918. godine. Do stvaranja personalne unije došlo je nakon sukcesijske krize i ratnih događanja krajem 11. i početkom 12. stoljeća u Hrvatskom Kraljevstvu. Prvi kralj iz dinastije Arpadovića, Koloman (1102. – 1116.) dodijelio je neke povlastice hrvatskim velikašima, a naseljavanjem njemačkog i mađarskog vlastelinstva uveo jedno novo feudalno ustrojstvo temeljeno na sustavu darivanja. Naime, tijekom tog vremena razvitak političkih i drugih prilika u Europi zahtijevao je jaku vojsku koja se mogla uzdržavati samo teritorijalno, pa je Koloman sve zemljišne posjede, koji već nisu bili u posjedu slobodnih seljaka ili vlastelina, davao vojnicima u zamjenu za vojnu obvezu. Hrvatsko plemstvo se također feudalizira i nestaju stare strukture hrvatskog plemstva županijskog ustrojstva, a javlja se novi oblik sa sudskom, upravnom i gospodarstvenom ovlasti. Ugarski kraljevi su imenovali hrvatskog bana, dijelili posjede vlasteli, potvrđivali zakone donesene na hrvatskom i slavonskom saboru te zapovijedali udruženom ugarsko-hrvatskom vojskom. Hrvatski ban imao je obavezu upravljanja administracijom, sudstvom, financijama i predvodio je hrvatsku vojsku u ratovima. Pojedine su se obitelji, zahvaljujući donacijama, postupno jako osilile i imale veliki politički utjecaj (krčki i blagajski knezovi, bribirski Šubići, cetinjski Nelipići, omiški Kačići, krbavski Kurjakovići).

## Vladavina dinastije Arpadovića

### Mletačko-ugarski ratovi
Čim je okrunjen kraljem, Koloman je nastojao ovladati dalmatinskim gradovima, što je naravno uzrokovalo sukobe s Venecijom, koja je opet nastojala zadržati svoju dominaciju nad Jadranom., a povremeno i s Bizantom, koji je smatrao područje Jadrana svojim utjecajnim prostorom. Ipak, Koloman je, stupivši u savez s Bizantom, koji je ratovao protiv Normana, 1107. godine podčinio Dalmaciju poslije kratkog otpora kojeg mu je pružio grad Zadar 1105. godine. Iako je dalmatinskim gradovima ostavljena autonomija, oni su se ubrzo ponovno digli protiv kralja, koji je u Splitu i Zadru ostavio svoje vojne postrojbe, a na čelo biskupija postavio Ugare. 1115. godine Venecija započinje Mletačko-ugarski rat (1115. – 1126.) protiv Mađara i nakon početnih uspjeha i poslije poraza bana Kledina kod Zadra (1116.), uspijeva zauzeti cijelu dalmatinsku obalu i hrvatske gradove Biograd i Šibenik. U sukobu protiv kralja Stjepana II. (vladao 1116. – 1131.), Venecija 1117. godine doživljava poraz pod Zadrom i prisiljena je na petogodišnje primirje pri čemu joj ostaje samo Zadar. Ipak, 1125. godine, Mlečani uspijevaju ovladati cijelom Dalmacijom nakon što im je pošlo za rukom osvojiti Trogir i Split a razoriti Biograd. U ponovnom ratu 1133. godine, tijekom vladavine kralja Bele II. Slijepog (1131. – 1141.), Venecija gubi prevlast nad Dalmacijom a zadržava se samo u Zadru (po nekim spisima i Zadar je od 1134. – 1141. godine bio pod kraljevom vlasti) i na otocima do 1172. godine. Šibenik je dobio autonomiju 1167. godine.

### Sukobi s Bizantom i pad Zadra pod mletačku vlast
Koristeći dinastičke borbe u Mađarskoj, Bizant započinje rat protiv Mađarske polovinom 12. stoljeća. Bizantski car Manuel I. Komnen upada 1164. godine u Srijem i Bačku i prisiljava kralja Stjepana III. (1162. – 1164.) da se službeno odrekne Hrvatske i Dalmacije u korist svojeg brata hercega Bele koji je bio carev štićenik. Jedan je dio carskih snaga pod zapovjedništvom Ivana Duka 1165. pokorio Bosnu, kao i cijelu Hrvatsku i Dalmaciju do rijeke Bojane zbog nemoćnosti bana Ampudija. Ban Ampudije je 1166. godine ušao s novim snagama u Hrvatsku i uz pomoć pučanstva koji se digao na ustanak zarobio bizantskog namjesnika Nikifora Halufa i oslobodio Hrvatsku i neke dalmatinske gradove. Bizantski zapovjednik Andronik Kontostefan je u bitci kod Zemuna porazio mađarske snage pod županom Dionizijem 8. srpnja 1167. godine i prinudio kralja Stjepana IV. (1163. – 1172.) da Hrvatsku i Dalmaciju, od Neretve do Krke, kao i Bosnu, Srijem, istočnu Slavoniju i dio Bačke trajno preda Bizantu, koji je postavio svojeg namjesnika u Splitu. Venecija je zadržala Zadar i Trogir s otocima. 
Bela III. (1172. – 1196.), poslije careve smrti 1180. godine zauzima Srijem, Bosnu, Hrvatsku i Slavoniju. Zadar iste godine odbacuje mletačku vlast i upušta kraljevsku vojsku, koja 1187./1188. godine odbija napada Mlečana na Zadar. Bizant se 1186. godine odriče vlast nad Dalmacijom, a Venecija je, do Četvrtog križarskog rata 1202. godine, samo zadržala sjeverne otoke. 1202. godine Mlečani su uz pomoć križara zauzeli Zadar i Zadrani se 1205. godine obvezuju na biranje Mlečanina za kneza i nadbiskupa i da sudjeluju u borbama na strani Mlečana duž Jadrana. Zadar, uz kratke prekide, ostaje pod mletačkom vlasti sve do 1358. godine.

### Andrija II. (1205. – 1235.)
Tijekom vladavine kralja Andrije II. bio je ubrzan proces društvenog raslojavanja. Moć feudalaca, klera i križarskih vojnih redova se uvećala. Srednje i niže vlastelinstvo, opterećeno učestalim ratovima i samovoljom velikaša, 1222. godine prinudilo je kralja da Zlatnom bulom ograniči svoju vlast, prava i donacije velikašima, a plemstvu, koje se započelo organizirati kao stalež, dopusti da na godišnjim zborovima pomoću protesta i otpora mogu utjecati na kraljeve odluke. Za protuuslugu, plemstvo je moralo ratovati o svojem trošku unutar zemlje u slučaju neprijateljskog napada, a izvan zemlje o kraljevom trošku. Na ovaj način je oslabljena vlast župana a i postupno raspadanje županija.

### Mongolski upad u Mađarsku i preuređenje kraljevine
Tijekom vladavina kralja Bele IV. (1235. – 1270.) Mongoli su pod zapovjedništvom Batu-kana provalili u Mađarsku i porazili mađarske snage 1241. godine u bitci na rijeci Šaju. Kralj Bela IV. se prvo povukao u Zagreb, a zatim 1242. godine u Dalmaciju tražeći zaštitu u Splitu, Klisu i Trogiru. Slavonija je bila prepuštena pustošenju Mongola, koji su razorili gradove, pa čak i Zagreb s katedralom. Vijest o smrti Ogotaja, natjerala je Mongole da napuste Dalmaciju i preko Bosne, Srbije i Bugarske se vrate u južnu Rusiju. Prilikom napuštanja opustošili su Dubrovnik i Kotor.
Prodor Mongola u Mađarsku i Slavoniju primorali su kralja poslije odlaska Mongola na preuređenje vojnog ustrojstva. Obnovljeni su i utvrđeni mnogi županijski gradovi, a oko mnogih gradića su postavljeni bedemi. Gradići su naseljeni uglavnom Nijemcima kojima se bile date i neke povlastice (Varaždin, Samobor, Petrinja, Križevci, Bihać). Osim toga počeli su se osnivati i slobodni gradovi izvan utjecaja župana. Jedinstvena kraljevina Hrvatska je 1260. godine podijeljena na dva dijela: 
- Hrvatsku i Dalmaciju, s hrvatsko-dalmatinskim banom na čelu uz stalni sabor i
- Slavoniju, sa slavonskim banom sa zasebnim saborom.

Na čelu hrvatske vojske je bio herceg, kraljev zamjenik, a kada njega nije bilo, vojskom su zapovijedali banovi (1260. – 1476. dva bana, a otada jedan zajednički hrvatsko-dalmatinski-slavonski ban). 
Prvi staleški sabor čitave Slavonije održan je 1273. godine u Zagrebu, gdje je plemstvo u suradnji s banom počelo obnašati zakonodavnu ulogu u državi, dok su županije obnašale sudsku i upravnu vlast.

### Propast dinastije Arpadovića
Nastale velikaške borbe su pogodovale jačanju i bogaćenu velikaša, što je opet vodilo ka osiromašenju pučanstva, i nestajanje slobodnih ljudi, koji su krajem 13. stoljeća sve više postajali ovisnim kmetovima. Veliki feudalci su kraljevim donacijama ali i u međusobnim borbama bili tako ojačali da su preko pola stoljeća gotovo neovisno vladali u Hrvatskoj i Slavoniji. Tako je bribirski knez Pavao I. Šubić iz plemena Šubića, kao primorski ban (oko 1273. godine), iskoristio borbu za prijestol između Arpadovića i Anžuvinaca i 1292./1293. stekao kao državinu (dominium) čitavu Hrvatsku i Dalmaciju, kao i nasljednu vlast bana, a privremeno je podčinio i Hum i Bosnu.

## Vladavina dinastije Anžuvinaca

### Karlo I. Robert (1301. – 1342.)
Ban Pavao je iz Napulja doveo Karla I. Anžuvinca koji je nakon desetljetne borbe s Arpadovićima uspio postati kraljem u Mađarskoj. Karlo I. je svrsishodno potpomagao otpor protiv Mletaka na otocima Krku, Pagu i Hvaru (1310.), a osobito ustanak u Zadru, kojeg su Mlečani 1311./1313. opsjedali, ali kako nije imao jaku mornaricu, Karlo I. ih nije mogao potisnuti iz Dalmacije. Nakon očeve smrti 1313. godine, ban Mladen II. Šubić je predao Zadar Veneciji, a razjedinjeno hrvatsko plemstvo, na čelu s Kurjakovićima i Nelipićima, koje se otimalo vlasti bribirskih knezova, nije bilo u mogućnosti se oduprijeti Mlečanima.
Kada je u ratu protiv srpskog kralja Uroša II. Milutina (1319. – 1320.), Karlo I. uspio prodorom sa sjevera zauzeti Mačvu, ban Mladen je nezainteresirano djelovao kao podrška sa zapada kroz Bosnu. Ta neaktivnost bana Mladena je razljutila Karla I., da je poslao udružene snage slavonskog bana Ivana Babonića i kneza Frankopana protiv bana Mladena koje su ga porazile u bitci kod Blizne u Poljicima 1322. godine. Ban Mladen je svrgnut s vlasti i odveden u Mađarsku, što je Venecija iskoristila i proširila vlast nad dalmatinskim gradovima. 
Tek kada su šibenska i trogirska mornarice, potpomognute venecijanskim galijama, upale u Skradin i Omiš, hrvatsko vlastelinstvo, u obrani svoje neovisnosti, se okupilo oko kneza Nelipića, koji je javno pokazivao otpor Karlu I. i oduzelo kraljevske gradove Knin i Unac, a potom porazilo slavonskog bana Mikca 1326. godine.
U međuvremenu je bosanski ban Stjepan II. Kotromanić (1322. – 1353.) uspio vratiti neovisnost Bosni i zauzeti područje između Neretve i Cetine.

### Ludovik I. Anžuvinac (1342. – 1382.)
Ludovik I. je nastavio politiku podčinjavanja velikih hrvatskih feudalaca koji se gubili svoju moć u međusobnim sukobima. On se također angažirao i u borbi na Jadranskom moru protiv Venecije, koja je predstavljala smetnju kraljevim željama za vlast u Napulju. Za banove je postavljao gotovo uvijek plemiće stranog podrijetla. Uspio se obračunati s Nelipićima i Kurjakovićima, kao i s bribirskih knezovima iz bratstva Šubića i zauzeo je gradove Knin, Klis, Omiš, Skradin, Unac i Ostrovicu. Svoju premoć ojačao je i podčinjenim vazalima, prinudivši ih da mu se priključuju u ratnim pohodima, ali i najamničkim postrojbama koje je usporedno stvarao i na čije je održavanje uveo i novi porez 1351. godine  – devetinu. Unatoč njegovim nastojanjima da osvoji dalmatinske gradove, u tome nije uspio, prvenstveno zbog neposjedovanja mornarice. 
Dalmatinski gradovi, pod mletačkom vlasti, su se brzo razvijali, osobito zbog svojih trgovačkih brodova. Venecija, koja je svoje trgovačke interese imala izvan Jadranskog mora pomagala, je a ne sputavala razvitak dalmatinskih pomorskih gradova, pri čemu se osobito isticao Dubrovnik, ali i Trogir i Korčula u brodogradnji.
Ludovik I. je protiv Venecije vodio tri rata. 
- Prvi rat je vođen zbog Zadra (1345. – 1346.) koji je zatražio kraljevu zaštitu, kada je Venecija poslala svoje snage protiv buntovnog grada. Iako je bio odbijen prvi napad Mlečana, nakon neuspjelog pokušaja slavonsko-hrvatskog bana Banfija i bosanskog Stjepana II. Kotromanića deblokiranja grada u studenom 1345. godine, u lipnju sljedeće godine kralj Ludovik I. je s 30 tisuća vojnika bezuspješno pokušavao pomoći i morao se povući, nakon čega se i Zadar zbog nestašice hrane, nakon šestomjesečne opsade morao predati Veneciji.

- Drugi rat (1356. – 1358.) godine, Ludovik I. je započeo rat protiv Venecije u suradnji s Genovom s ciljem preotimanja Dalmacije. Tada je glavna bojišnica bila na furlanskom području, gdje su kraljeve snage potukle mletačke kod Tervisia i zauzele više utvrđenih gradova. U Dalmaciji, snage pod zapovjedništvom bana Ivana Ćuza, a u čijem sastavu su se nalazile i snage knezova Frankopana, Nelipića, Ugrinića i Hrvatinića, su 1357. godine uspjele razoružati mletačke snage u Splitu, Trogiru i Šibeniku, iste godine su uspjele i osvojiti Zadar, osim tvrđave, a potom i Brač, Hvar a ubrzo i Nin. Zadarskim mirom od 18. veljače 1358. godine Venecija se odrekla prava na čitavu Dalmaciju s otocima i predala je kralju, pod čijom će vlasti ostati sve do 1409. godine. Zauzvrat je kralj vratio Veneciji osvojena područja u Furlaniji i Istri, a Dubrovnik je iste godine došao pod kraljevu vlast. Zbog nedostatka brodova, Venecija je ipak zadržala prevlast na moru.

- Poslije poraza u trećem ratu (1378. – 1381.), Venecija je, Torinskim mirom 1381. godine, priznala stvoreno stanje Zadarskim mirom i obvezala se na plaćanje godišnjih naknada od 7 tisuća dukata. U tom ratu se Ludovik I. udružio s Genovom, Padovom, Veronom i Goricom protiv Venecije.

Osim s Mlečanima, kralj Ludovik I. je ratovao i protiv Srbije (1358. – 1359. ). Nakon drugog rata i oslobođenja Dalmacije, srpske snage su pokušale prodor u Mačvansku banovinu, gdje su bile odbijene, a nakon čega su kraljevske snage prodrle sve do planine Rudnik, dok je humski knez Vojnović primorao Dubrovnik na otkup mira.
Ludovik I. je prisilio 1357. godine bosanskog kralja Tvrtka da mu ustupi jedan dio Huma i desnu obalu Neretve, što je dovelo do mađarsko-bosanskog rata 1363. godine, u kome su snage kralja Tvrtka porazile mađarske snage.
U naporima za ojačanje kraljevske vlasti Ludovik I. je pokorio cjelokupno visoko hrvatsko plemstvo, osim Frankopana i Blagajskih knezova, koji su bili njegovi vazali. Tijekom cijele njegove vladavine, bansku čast nije ponudio ni jednom hrvatskom velikašu, već isključivo nižim plemićima iz Slavonije mađarskog podrijetla. Krajem 13. stoljeća, Sabor je postao stalnim forumom feudalne političke organizacije, s pravom sudjelovanja svakog plemića, a ponekad i predstavnika slobodnih gradova.

### Marija (1382. – 1385.) i Karlo II. Drački (1385. – 1386.)
Nakon Ludvikove smrti, Hrvatska je bila ponovno obuhvaćena feudalnom anarhijom, jer se vlastela pokušavala otrgnuti centralnoj vlasti. Ludovika je naslijedila malodobna kći Marija, koja je vladala pod nadzorom majke, Jelisavete Kotromanić. Nezadovoljni ženskom vladavinom, velikaši iz Mađarske i Hrvatske su 1385. doveli iz Napulja Ludvikovog rođaka, ranijeg hrvatskog hercega, Karla II. Dračkog na vlast, koji je odmah po okrunjenju bio ubijen od strane pobornika potisnutih kraljica. Ubojstvo je dovelo do ustanka većine hrvatskog i slavonskog plemstva, svrsishodno potpomognut od strane bosanskog kralja Tvrtka i srpskog kneza Lazara. Zasjedom kod Gorjana 1386. godine ustanici su predvođeni mačvanskim banom Ivanišem Horvatom zarobili kraljice.
Tada su mađarski velikaši na prijestol doveli Marijina muža Žigmunda Luksemburškog (1387. – 1437.) čime je i označen svršetak vladavine dinastije Anžuvinaca.

## Žigmund Luksemburški
Čim je došao na vlast, Žigmund Luksemburški je potpomognut mletačkim snagama oslobodio ženu Mariju iz zatočeništva iz Novigrada i onda nastavio voditi borbu protiv nezadovoljnih velikaša, koji su za kralja Hrvatske i Dalmacije izabrali Karlovog sina, Ladislava Napuljskog (1386. – 1409.). U međuvremenu je bosanski kralj Tvrtko proširio svoju vlast na Hrvatsku. Zauzeo je područja južno od Velebita i Dalmaciju (osim Zadra) i 1390. godine se proglasio kraljem Dalmacije i Hrvatske. Nakon smrti Tvrtka, bosanski kralj Dobaš je vratio ove krajeve kralju Žigmundu i omogućio mu da pokori braću Horvat, koji su bili čelnici u skidanju kraljice Marije s prijestola. Uhićenje Horvata je nanijelo veliku štetu strani Ladislava Napuljskog.
Nakon pobjede u bitci na Kosovu 1389. godine, Turci su se približili granicama Žigmundova kraljevstva i 1391. godine provalili u Srijem. Kralj je sa svojim postrojbama, u kojim su sudjelovali i ban Gorjanski, velikaši Morović i Stjepan II. Lacković, kao i dalmatinske galije, doživio poraz kod Nikopolja (1396.). Poslije sabora u Križevcima (1397. godine - "Krvavi sabor") na kojem je ubijen Lacković, izbio je ustanak protiv Žigmunda u Hrvatskoj i Bosni. Na čelo ustanka se stavio bosanski vojvoda Hrvoje Vukčić Hrvatinić koji je odbacio Žigmundove postrojbe i 1398. godine privremeno osvojio Dubičku županiju.
Godine 1403. Ladislav Napuljski dolazi u Zadar i kruni se za hrvatskog kralja, ali zbog neuspjeha u Mađarskoj, on se povlači ponovno u Napulj a vojvodu Hrvoja imenuje splitskim hercegom.
U Mađarsko-bosanskim ratovima (1404. – 1407.), Žigmund je uspio prodrijeti u neke bosanske gradove, savladavši bosanski otpor kod Dobora, poslije čega ga Hrvoje i ostali hrvatski velikaši priznaju za kralja.
Ladislav Napuljski, vidjevši da se ne može održati na prijestolu, 1409. godine za 100 tisuća dukata prodaje Veneciji svoja prava na Dalmaciju ustupajući joj i gradove Zadar, Novigrad, Vranu i Pag. Venecija ubrzo pokorava i sve sjeverne otoke osim Krka. Žigmund 1410. godine postaje Rex Romanorum (njemačko - rimski kralj) a već se sljedeće godine pokušava snažnim ratom obračunati s Venecijom (1411. – 1413.), koja od 1409. godine opsjeda Šibenik, a 1411. godine od Sandalja Hranića kupila Ostrovicu i Skradin i napadala Lombardiju i Furlaniju. Rat se svršava petogodišnjim primirjem sklopljenim u Kasteletu, uz status quo i mletačku ratnu odštetu.
Žigmund je proglasio 1413. godine hercega Hrvoja izdajnikom zbog pustošenja Sandaljevih posjeda i povezanosti s Turcima, oduzeo mu sve gradove, lišio ga titule splitskog hercega i naredio zauzimanje njegovih posjeda. Brač, Korčula i Hvar dolaze pod dubrovačku upravu a župa Sanu pod upravu blagajskih knezova. Hrvoje bježi u Jajce i poziva Turke u pomoć. 1414. godine Turci pobjeđuju velikaške postrojbe i prodiru u duboko u Hrvatsku i Slavoniju, a 1415. godine pobjedom kod Doboja i istjeruju mađarsko-hrvatsku vojsku iz Bosne, koja je bila došla kako bi održala mađarski utjecaj.
Po isteku petogodišnjeg primirja 1418. godine, Venecija je ponovno stupila u novi rat s Mađarskom, prodrli u Furlaniju i Istru i napali dalmatinske gradove. Rat je završen bez mira, ali Venecija je trajno istisnula Mađarsku s Jadrana jer je čvrsto ovladala 1420. godine Istrom, Furlanijom, Trogirom, Splitom i južnim otocima. Zbog svoje zauzetosti njemačkim carstvom, Žigmund je potpuno zanemario Hrvatsku, koja je izgubila, osim Senja, svaku bolje vezu s morem, a postala je i nadiranjem Turske sve izloženija napadima. Dubrovnik je ostao pod kraljevom vlasti. U Hrvatskoj je porasla moć knezova krčkih - Frankopana, čija se vlast 1426. godine proširila na gotovo cijelu Hrvatsku, do Cetine i na područje oko rijeke Une. Hrvatskim Zagorjem i Slavonijom su ovladali celjski grofovi.
U razdoblju od 1436. – 1456. upravnu ulogu u Hrvatskoj imaju, braća Talovci, koji su spriječili daljnji uspon Frankopana, čija moć od tog vremena započinje slabiti. Krbavski knezovi Kurjakovići u Lici i blagajski u području rijeke Une uspijevaju zadržati svoje pozicije, u Slavoniji jača vlast kneza Iločkog.
Nakon smrti kralja Žigmunda 1437. godine, Hrvatska se do 1527. godine, kada na vlast dolaze Hasburgovci, nalazi pod vlasti raznih kraljeva.

## Ustroj Hrvatske uoči naleta Osmanlija
Učestali osmanski napadi prinudili su Žigmunda da malo uredi ustroj kraljevine. Uveden je banderijalni sustav, ojačana obrambena moć i bojna gotovost zemlje. Uvedena je ratna daća (riz), a država je 1435. godine podijeljena na 7 oblasti (tabora) u kojem su banderijlane snage svakog tabora vojno djelovale na svojem području. Hrvatsku je podijelio na tri tabora:
- Hrvatski tabor  (Jadran i duž Mletačke Dalmacije) – u obrani ovog tabora su osim kraljevske i banske bandirije sudjelovale i snage tri kneza (krbavskog, cetinskog i krčko-senjskog-modruškog), te snage grada Dubrovnika

- Slavonski tabor (prema Uni) – u obrani ovog tabora su sudjelovale 5 velikaških banderija (slavonski ban, zagrebački biskup, vranski prior, blagajski knez i vlastelin Tot)

- Usorski tabor (veći dio Slavonije s južnom Mađarskom, Bosna, Mačva i Srbija) – u obrani ovog tabora sudjeluju 4 banderije iz 7 slavonskih županija i 4 banderije istočno-slavonskih velikaša, banderija mačvanskog bana i Srebrnika i bosanskih velikaša, 6 donjomađarskih županija i srpski despot sa svim raspoloživim snagama.

Kraljevske i banske banderije su imale oko 1000, a velikaške oko 500 konjanika, a županije su davale po pola do cijele banderije u koje su ulazili plemići s kmetovima. Obrana države i granica je bila zadaća kraljevskih i banskih banderija, sastavljenim od najamnika, a uveden je i opći poziv (expeditio generalis).

## Prodor Osmanlija
Nakon poraza kod Beograda 1456. godine, sultan Mehmed II. (1432. – 1481.) se privremeno vratio u Istanbul, ali je ubrzo ponovno započeo svoja osvajanja. Krenuo je na Bosnu i usprkos pokušajima otpora zauzeo je Bosnu 1463. godine, čime je stvorena vrlo dobra operativna osnova za djelovanje prema Hrvatskoj. Iako je kralj Matija Korvin bezuspješno pokušao 1463./1464. godine ponovno preoteti Bosnu od Osmanlija, uspio je osvojiti neka područja i osnovati Jajačku i Srebrničku banovinu, kao isturene obrambene točke u obrani Mađarske i Slavonije, ali je tako Hrvatska postala potpuno otvorena za osmanski prodor koji je prijetio Lici i Dalmaciji. Nakon smrti sultana Mehmeda II., njegov sin Bajazid II. (1481. – 1512.) je nastavio sa željom daljnjeg prodora prema srednjoj Europi. U početku su samo granični sandžački begovi a ponekad i bosanski paša upadali s nekoliko tisuća akindžija u Hrvatsku. Zbog zauzetosti kralja Matije Korvina, Hrvatska je bila prepuštena slabim domaćim feudalnim snagama, pri čemu je pomoć kraljevskih najamničkih banderija bila nestalna. 
Slabi nasljednici Matije Korvina, Vladislav II. (1490. – 1516.) i Ludovik II. (1516. – 1526.), pripadnici poljske dinastije Jagelovića, su potpuno zapustili obranu zemlje. Kralj je održavao samo isturenu postaju u Jajcu i davao vrlo malu pomoć u novcu hrvatskom banu i knezovima. Obranu Slavonije su prepustili domaćim snagama, povremeno novčano i materijalno potpomognutim Austrije, pape i Mletaka.
To slabu vojnu obrambenu moć Hrvatske je krajem ljeta 1493. godine iskoristio bosanski sandžak-beg Hadum Jakub-paša i prodro preko Une i Kupe u Štajersku, opustošio i opljačkao Celje i Ptuj, a po povratku je opustošio i Zagorje. Prilikom povratka u Bosnu, na Krbavskom polju u Lici je teško porazio hrvatsku vojsku pod zapovjedništvom bana Emerika Derenčina u rujnu 1493. godine, poslije čega nijedan hrvatski velikaš, osim biskupa i knezova Zrinskog i Frankopana, nije više bio u stanju uspostaviti jednu potpunu banderiju. Od 1513. – 1524. godine, Osmanlije su osvojili Dalmatinsku Hrvatsku, od Cetine do Zrmanje, osim gradova Klisa i Obrovca. Pri osmanskim prodorima najviše su stradali Lika, Krbava i sjeverna Dalmacija, a nakon pada Beograda i  Šapca 1521. godine, Osmanlije su osvojili i Srijem, a 1526. godine poslije bitke na Mohačkom polju i istočnu Slavoniju do Osijeka i Đakova.
Osmanska osvajanja su dovela i do promjena u stanovništvu Hrvatske i Slavonije. Bježeći pred osmanskim pohodima i graničnim područjima se naseljavaju Vlasi, a postupno se javljaju i sukobi seljaka protiv vlastele. Hvarski puk pod vodstvom Matije Ivanića ustaje protiv vlastele 1510. godine, kojeg su Mleci ugušili brutalno.

## Vanjske poveznice
- Karta Europe oko 1200. godine
- Karta Europe oko 1300. godine
- Karta Europe oko 1400. godine
- Karta Europe oko 1500. godine
- Ante Vranković: Ivan Komersteiner - Ikonograf čudesno obnovljenog Hrvatskog Kraljevstva, Hrvatsko slovo, br. 1099, 13. 5. 2016., str. 28 i br. 1100, 20. 5. 2016., str. 28-29